# Boulogne Sur Mer (Argentinien)

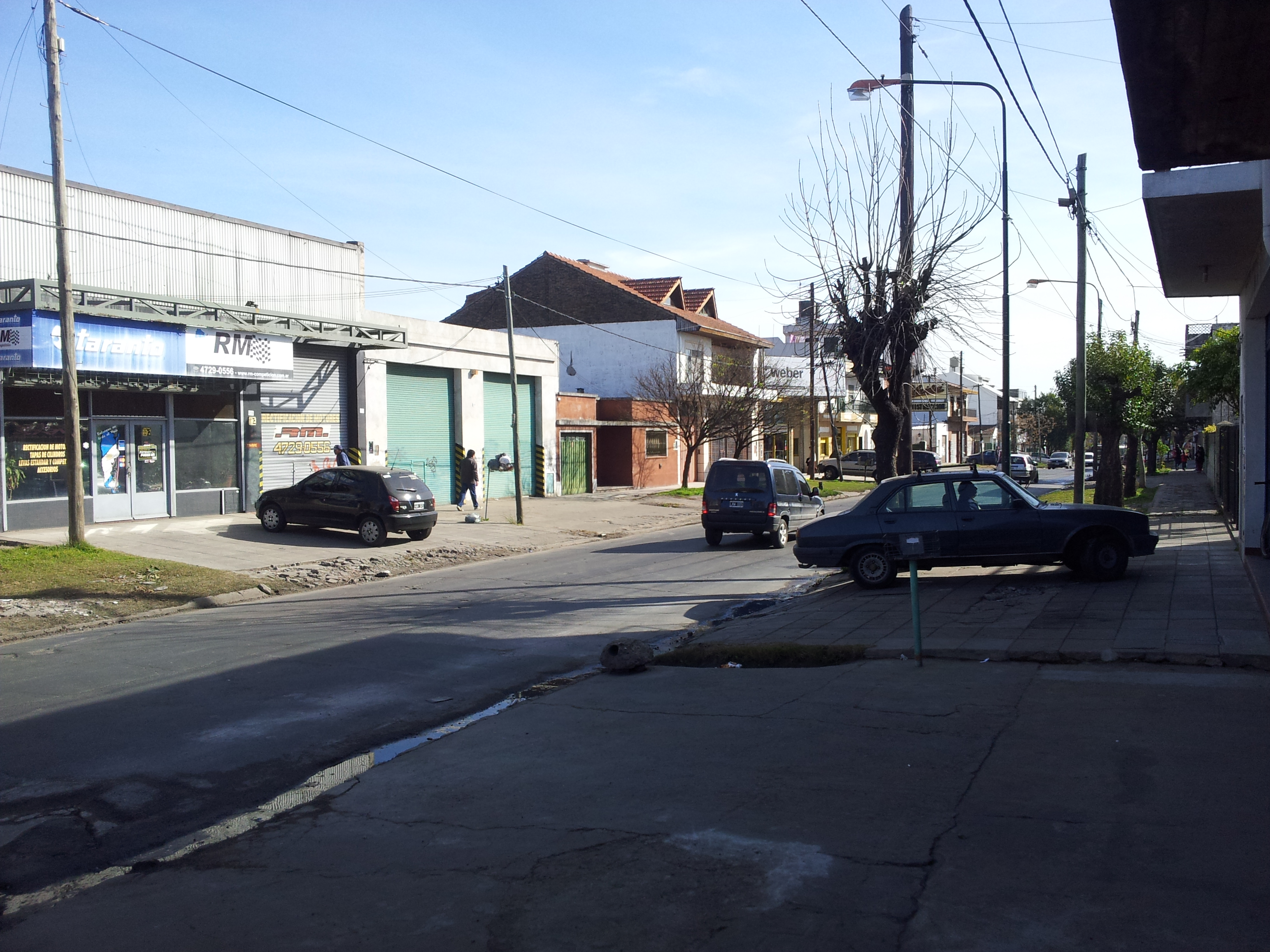
Hauptstraße Sarratea in Boulogne Sur Mer

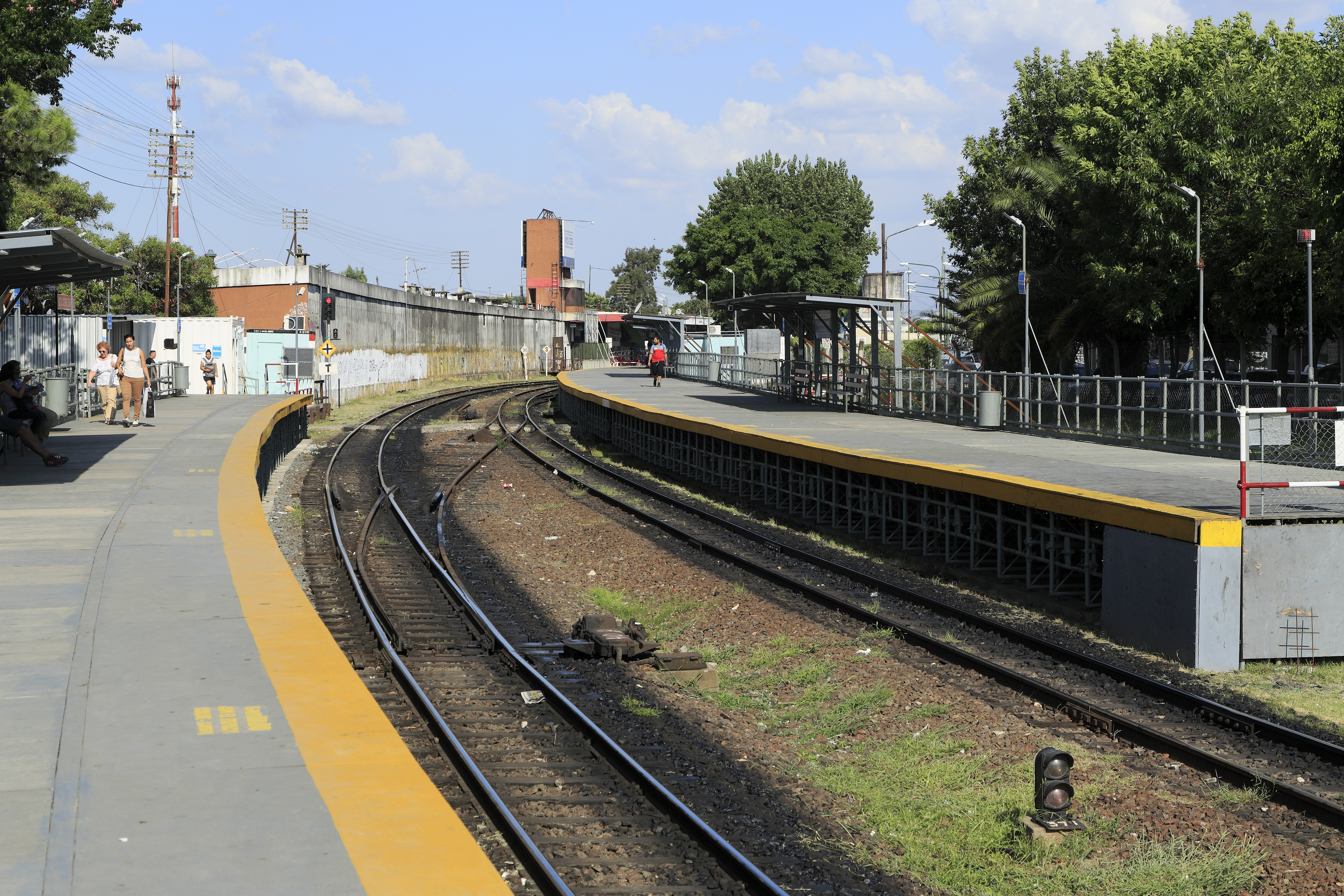
Bahnhof

Boulogne Sur Mer ist eine Stadt in Argentinien. Sie liegt im Partido San Isidro der Provinz Buenos Aires, 26 Kilometer nördlich vom Zentrum der Hauptstadt Buenos Aires entfernt im  Ballungsraum Gran Buenos Aires.

## Name
Namengebend ist die französische Stadt Boulogne-sur-Mer, wo der südamerikanische Unabhängigkeitskämpfer José de San Martín 1850 im Exil starb. In Argentinien wird San Martín als Padre de la Patria (Vater des Vaterlands) verehrt.

## Geschichte und Beschreibung

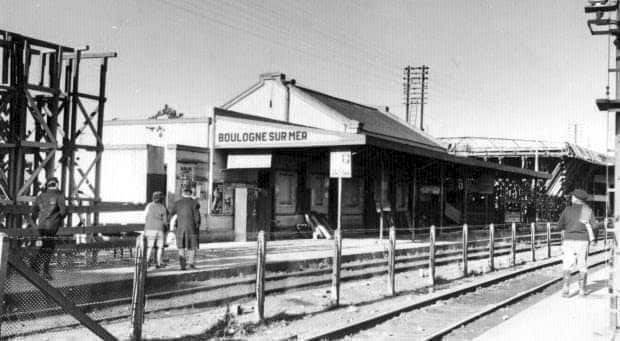
Bahnhof in den 1950er Jahren

Im Verlauf der Britischen Invasionen am Río de la Plata besetzten die britischen Soldaten am 27. Juni 1806 Buenos Aires. Um die Region von den Invasoren zu befreien, versammelten sich im heutigen Stadtgebiet von Boulogne Sur Mer nahe der Chacra de los Márquez unter der Führung von Jacques de Liniers die Widerstandskämpfer.
Bis 1912 blieb die Gegend weitgehend ländlich geprägt. In jenem Jahr wurde die Eisenbahnstrecke Línea Belgrano Norte eröffnet, an der Boulogne einen Bahnhof erhielt. Damit begann die industrielle und demografische Entwicklung des Orts, der im August 1964 zur Stadt erhoben wurde.
Im Jahr 2010 hatte Boulogne Sur Mer 81.762 Einwohner.

## Verkehr
Boulogne Sur Mer wird von der Ruta Nacional 9, einer dort autobahnähnlich ausgebauten Straße durchquert. Der Bahnhof der Stadt wird von Vorortzügen des Verkehrsunternehmens Ferrovías bedient.